# Nanjara
Nanjala Reha è una circoscrizione rurale (rural ward) della Tanzania situata nel distretto di Rombo, regione del Kilimangiaro. Conta una popolazione di 26 715 abitanti (censimento 2012).